# Pavonia cauliflora
Pavonia cauliflora är en malvaväxtart som först beskrevs av Christian Gottfried Daniel Nees von Esenbeck, och fick sitt nu gällande namn av Paul Arnold Fryxell och G.L. Esteves. Pavonia cauliflora ingår i släktet påfågelsmalvor, och familjen malvaväxter. Inga underarter finns listade i Catalogue of Life.

## Bildgalleri

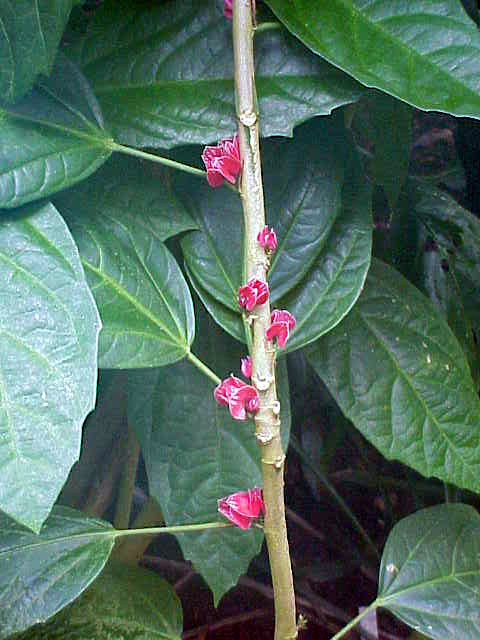
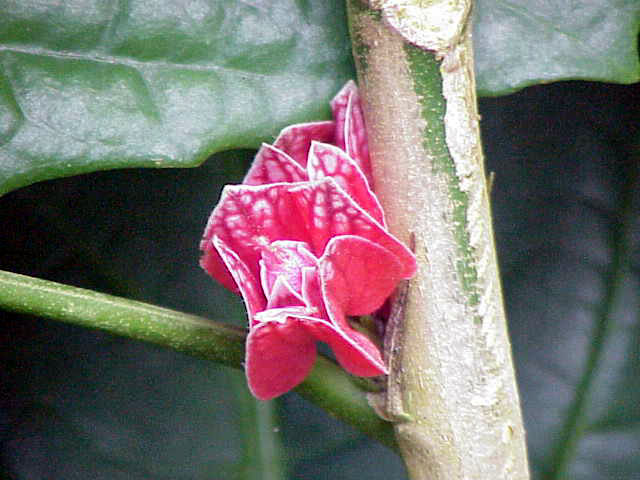
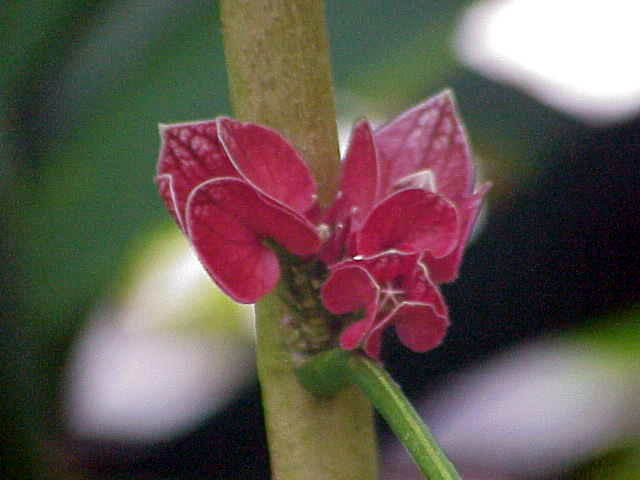